# おかん (小坂俊史の漫画)
『おかん』は小坂俊史による日本の4コマ漫画作品。芳文社の『まんがタイムオリジナル』2011年9月号から11月号までゲスト扱いで掲載。後に同年12月号から2017年1月号まで正式に連載された。自由奔放な母親と、常識的な女子高生の娘と元気が取り柄な小学生の息子が織りなすコメディ作品。

## 登場人物

### 大森家
大森家の面々の年齢は本格連載開始の2011年12月号分にて紹介されている。
大森さえ子
主人公。40歳。恰幅良く自由奔放な40歳。様々な所でパートの仕事をしているがクビになることも多い。
基本的に大らかでおおざっぱだが、食べ物関連のミスには厳しい。
サツキとジュンが小さい頃は割と痩せていた。
大森サツキ
さえ子の娘で長女。ヒロイン格。真面目で常識的な高校一年生。さえ子と同じファミリーレストランでアルバイトをしている。
成績優秀だが、家事や料理はあまり得意とは言えず、バイト先でも結構ミスをしているなど、実はかなりドジ。
大森ジュン
さえ子の息子でサツキの弟で長男。元気が取り柄な小学二年生。
大森氏
さえ子の夫でサツキとジュンの父親。
妻以上に自由奔放な性格で、家には数年来もどっていないが、よく家に電話をかけたり手紙を出したりと、連絡は取っている。
作品における「登場位置固定キャラクター」にあたる。